# 손정한
손정한(1969년 4월 20일 ~ )은 대한민국의 남성 가수 겸 작사가이다.
부산에서 출생하였으며 그의 신장은 187cm이고 체중은 88kg이며 영화감상과 음악감상과 당구와 스키에 취미가 있고 팝 발라드 음악 노래 부르기와 수영에 특기가 있다.

## 생애

### 주요 이력
- 1992년 MBC 강변가요제에서 《잊기 위한 미소》라는 노래 작품으로 장려상을 수상하여 솔로 가수 첫 데뷔.
- 1995년 프로젝트 록 음악 그룹 컬트(Cult)의 보컬리스트.
- 2001년 빌리(Billy)라는 예명으로써 영화 《신라의 달밤》 OST 음반에 《카리스마(Charisma)》라는 노래 작품으로 솔로 가수 참여.
- 2008년 컬트 빌리(Cult-Billy)라는 예명으로 솔로 가수 음반 발표.
- 2009년 이후 현재 더치 커피와 관련된 사업을 했고 그후 인테리어 디자인 업체 대표 겸 대학 실용음악학과 객원교수 겸 겸임교수로도 출강.

## 주요 경력
- 서울 케미컬 레코드 기술기획과 과장
- 수원여자대학 실용음악학과 겸임교수
- 동아방송예술대학 방송음악학과 겸임교수
- 청주주성대학 실용음악학과 객원교수
- 명지전문대학 실용음악학과 객원교수
- 부산예술대학 실용음악학과 겸임교수

## 학력
- 경남전문대학 정보통신학과 전문학사

## 훗날의 재히트와 여담
- 컬트(Cult)의 《너를 품에 안으면》이라는 곡은 후일 2003년 4월 SBS 서울방송 TV 드라마 《술의 나라》에도 삽입되어 다시금 인기를 얻었고 보컬 음악 그룹 캔(Can)의 구성원인 배기성의 애창곡 가운데 한 곡으로도 밝혀진 바 있다.
- 잠시 솔로 가수 활동 시절이던 2001년 영화 《신라의 달밤》 OST로 발표한 《카리스마(Charisma)》라는 곡은 후일 강변가요제 선배 가수 김민교의 애창곡 가운데 한 곡으로도 밝혀진 바 있다.

## 같이 보기
- 김민교
- 장현철